# Alexander Stefanovich
Alexander Stefanovich (em russo: Алекса́ндр Бори́сович Стефа́нович, Leningrado, 13 de dezembro de 1944 — Moscou, 13 de julho de 2021) foi um cineasta, produtor e roteirista de cinema russo. Era "Artista Homenageado da Federação Russa" (2003).

## Morte
Morreu em 13 de julho, no Hospital Bakhrushin, onde estava hospitalizado em função de uma extensa lesão pulmonar devido ao COVID-19.

## Filmografia
- Residence (1972)
- Dear Boy (1974)
- Foam (1979)
- Dusha (1981)
- Start All Over Again (1985)
- Bard's (1988)
- Autumn Blues  (2001)
- Time of Cruel (2004)
- The Notre Dame de Paris Mosque (2011)
- Courage (2014)